# Gewog di Metsho
Il gewog di Metsho è uno degli otto raggruppamenti di villaggi del distretto di Lhuntse, nella regione Orientale, in Bhutan.